# Pepe Eliaschev
José Ricardo Pepe Eliaschev (Buenos Aires, 31 de mayo de 1945-Ibídem, 18 de noviembre de 2014) fue un periodista y escritor argentino. Autor de diez libros, ejerció el periodismo y son conocidas sus entrevistas a personalidades mundiales como Cassius Clay, Barack Obama, Fidel Castro, Raúl Alfonsín, Mario Benedetti, Arturo Frondizi, Guillermo del Toro, Mario Vargas Llosa, Ernesto Sabato y Al Pacino. Dirigió Radio Belgrano de Buenos Aires entre 1989 y 1991. Su programa insignia en diversas emisoras fue Esto que pasa. Recibió el Premio Konex de Honor 2017.

## Biografía
Eliaschev era nieto de inmigrantes judíos provenientes de Podolia (en la actual Ucrania) y Kishinev (hoy, Moldavia) que arribaron a la Argentina a comienzos del siglo XX huyendo de los pogroms zaristas. Tras cursar su enseñanza primaria en una escuela pública de Palermo, egresó del Colegio Nacional de Buenos Aires, dependiente de la Universidad de Buenos Aires, en 1964. Entre los 15 y los 25 años participó de diferentes experiencias de militancia estudiantil y política en partidos de izquierda y estuvo vinculado, sobre todo, al movimiento Praxis y a su fundador, el Dr. Silvio Frondizi.
Fue docente en la naciente carrera de Comunicación de la Universidad de Buenos Aires y completó una Maestría en Relaciones Internacionales en la Facultad Latinoamericana de Ciencias Sociales (FLACSO), en 1990.

### Comienzos en el periodismo
Comenzó el oficio periodístico en 1964 con la revista Todo, fundada por Bernardo Neustadt en Buenos Aires. Trabajó entre 1965 y 1969 en las revistas Gente, Pinap y Caras y Caretas. Hacia 1967 debutó en Radio Belgrano, con ¿Y vos quién sos?.
Tras dos años en Roma trabajando en su revista Confirmado, regresó a la Argentina en 1971, participó del lanzamiento del diario La Opinión y se acercó al peronismo entre 1972 a 1973. Fue redactor de la revista Primera Plana de mayo a noviembre de 1973.
Distanciado de las agrupaciones orientadas por los Montoneros tras el asesinato de José Rucci, fue redactor de temas internacionales de El Cronista Comercial en 1974. Hacia noviembre, durante el gobierno peronista, amenazado por la organización de extrema derecha Alianza Anticomunista Argentina, partió al exilio en Venezuela.

### Exilio
En Caracas fundó la revista Síntesis continuando su redacción hasta mediados de 1976. Contratado por The New Yorker, se radicó en los Estados Unidos como editor de esa revista hasta 1979.
Entre 1979 y 1980, hasta ser prohibido por el gobierno militar, fue corresponsal de Radio Mitre de Buenos Aires en Nueva York, y enviado especial a Nicaragua, Estados Unidos y Canadá. Permaneció en los Estados Unidos hasta fines de 1981 como corresponsal de varios diarios : La Voz del Interior , La Nación y Clarín .
Desde EE. UU. fue corresponsal para el programa de Bernardo Neustadt, donde comentaba el funcionamiento del sistema democrático en el país del norte.
Entre 1981 y 1984 vivió la última etapa del exilio en México, donde publicó su libro “USA, Reagan, los años Ochenta”, primer estudio en español sobre la llamada revolución conservadora. Tras la guerra de Malvinas, en 1982, fue corresponsal del programa de Jorge Cacho Fontana por Radio Rivadavia, desde Ciudad de México.

### Radio y televisión
Tras la recuperación de la democracia, de regreso a Buenos Aires, fue columnista y conductor de programas en Radio Continental de 1984 a 1985. Además fue uno de los conductores del programa televisivo Badía & Cía., por ATC, cuyo cronista deportivo era Marcelo Tinelli.
El 3 de diciembre de 1985 comenzó con Esto que pasa, por Radio América; fue su programa más extenso y exitoso. Entre 1985 y 1986 condujo por ATC Cable a Tierra, una emisión señera, que marcó época. Por la misma ATC, entre 1987 y 1988, condujo el ciclo "Proyecto Especial".
Fue director de Radio Belgrano  entre 1989 y 1991. 
Entre 1993 y 2008 condujo su ciclo televisivo semanal Pepe Eliaschev por las señales de cable CVN, Plus Satelital y América 24. 
Entre 2000 y 2001 condujo el programa Provocaciones por Canal 7.
En 2003 fue columnista político del programa Informe Central, conducido por Rolando Graña y Martín Ciccioli.
Su sitio en la web fue desarrollado y presentado a fines de 1995, activo con la totalidad de los editoriales, columnas, entrevistas, audios, fotos y videos de esos años.
De 2009 a 2011, fue columnista de internacionales en el programa de televisión de Alfredo Leuco Le doy mi palabra.
Escribía cada semana en los diarios El Día, Diario Popular y Diario Perfil. En este último tuvo la primicia mundial del acuerdo con Irán firmado por el canciller Timerman en Medio Oriente por el caso AMIA.

### Fallecimiento
Luego de batallar contra un cáncer de páncreas, falleció el 18 de noviembre de 2014.
Desde el mes de agosto de 2017, todo el material escrito y audiovisual de Pepe Eliaschev que produjo en sus cincuenta años de periodismo, forma parte del catálogo de la Biblioteca Nacional de la República Argentina. El archivo fue donado por la familia Eliaschev.

## Programas insignias

### Cable a Tierra
Entre 1985 y 1986 condujo por ATC Cable a Tierra, con colaboradores como Sandra Russo, Mario Pergolini y Alan Pauls. En ese programa aparecieron diversos artistas como Charly García, Fito Páez, Suéter, Fabiana Cantilo y Luis Alberto Spinetta.
Una emisión de gran polémica fue aquella en la que salió a la calle a hacer una encuesta osada para la época: "¿Importa el tamaño del pene?". Eliaschev aún recuerda con amargura la reacción: “Fui procesado por ‘ofensa al pudor público’. César Jaroslavsky (entonces titular del bloque radical de Diputados) pidió mi cabeza, lo mismo hizo el general Jorge Arguindegui (entonces jefe del Estado Mayor del Ejército). Los diarios La Nación y Clarín encabezaron la campaña contra el programa. Las autoridades de ATC me exigieron que invitara al programa siguiente a la Liga de Amas de Casa, ese tipo de entidades. Finalmente, en septiembre, levantaron el programa
Cuando se intentó publicar una solicitada de repudio a ese ataque contra la libertad de expresión, casi no hubo firmas.”

### Esto que pasa
Este programa comenzó a emitirse por Radio América  el 3 de diciembre de 1985. En su equipo periodístico estaban Sandra Russo, Amelia Troisi, Diego Guebel, Rolando Graña, Marcelo Zlotogwiazda, Eduardo Aliverti y Carlos Ulanovsky. 
En 1990 el ciclo se trasladó a Del Plata (AM 1030), donde permaneció hasta fines de 2000.
De 2001 a 2005 el programa se emitió por Radio Nacional hasta la noche del 30 de diciembre de 2005, cuando la directora de la emisora le informó por teléfono que el de esa tarde había sido su último programa. En una carta pública, El programa se había mantenido veinte años sin interrupción hasta su levantamiento de 2005.
Entre 2006 y 2008, se emitió por Radio La Red y desde 2009 a 2011 se emitió los sábados, de 10 a 12, por Radio 10.
Hacia marzo de 2012, regresó con Esto que pasa a la amplitud modulada en Radio Mitre los sábados a las 10 y -pronto- de lunes a viernes de 17 a 19, este horario se vio modificado en 2014 y pasó a ir de 19 a 21.[cita requerida]

### Investigaciones periodísticas
El 26 de marzo de 2011, Eliaschev denunció la existencia de un «pacto secreto» entre el gobierno de Cristina Fernández de Kirchner y el gobierno de Mahmud Ahmadineyad en Irán para olvidar el atentado terrorista a la AMIA de 1994. Este pactó se concretó en 2013 con el Memorándum de entendimiento Argentina-Irán. El fiscal Alberto Nisman desestimó en un principio la denuncia de Eliaschev, pero con el correr del tiempo pensó que era cierta y llegó a pedirle perdón a Eliaschev poco antes de que el periodista falleciera.

## Libros
Además de haber participado de una decena de libros colectivos, como autor ha publicado:
- El largo olvido, Ediciones La Rosa Blindada, Buenos Aires, (1966)
- USA, Reagan, los años ochenta, Folios Ediciones, México D. F. (1980), ISBN 968-478-006-0.
- USA y después, Folios Ediciones, México D. F. (1981), reeditado en 2005.
- A las 6 de la tarde, Editorial Sudamericana, Buenos Aires, (1994), ISBN 950-07-0933-3.
- El futuro presidente, Editorial Sudamericana, Buenos Aires,(1995), ISBN 950-07-1022-6.
- Esto que queda, Editorial Sudamericana, Buenos Aires, (1996), ISBN 950-07-1192-3.
- Sobrevivir en Buenos Aires, Editorial Planeta, Buenos Aires, (1966), ISBN 950-742-739-2.
- La intemperie, Fondo de Cultura Económica, Buenos Aires, (1995), ISBN 950-577-656-0.
- Lista negra, Editorial Sudamericana, Buenos Aires, (2006), ISBN 950-07-2765-5.
- Me lo tenía merecido, Editorial Sudamericana, Buenos Aires, (2009), ISBN 978-950-07-3034-1.
- Los hombres del Juicio, Editorial Sudamericana, Buenos Aires, (2011), ISBN 978-950-07-3594-0.[16][17]
- Esto que pasa (Abecedario de la Argentina), Editorial Sudamericana, Buenos Aires, (2013), ISBN 9789500744287.

## Premios
Por sus trabajos en radio ha recibido los galardones Martín Fierro (1988 y 2006) y Konex (1997 y 2007).
- 1997, Premios Konex, Diploma al Mérito por su labor radial.[18]
- 2005, Martín Fierro por Mejor labor periodística masculina en radio por su programa Esto que pasa en AM Nacional.[19]
- 2007, Premios Konex, Diploma al Mérito por su labor radial.[20]
- 2013, el Museo del Holocausto le entregó un reconocimiento por su “trayectoria profesional ejercida con valentía, objetividad, conocimiento profundo y por su permanente compromiso con la vida, la libertad y la memoria”.[21][22]
- 2013, la Legislatura de la Ciudad Autónoma de Buenos Aires lo declaró como Personalidad Destacada en el ámbito del periodismo.[23]
- 2017, Konex de Honor (personalidad fallecida de la década en Comunicación-Periodismo)[24]